# 2023年綜合撥款法

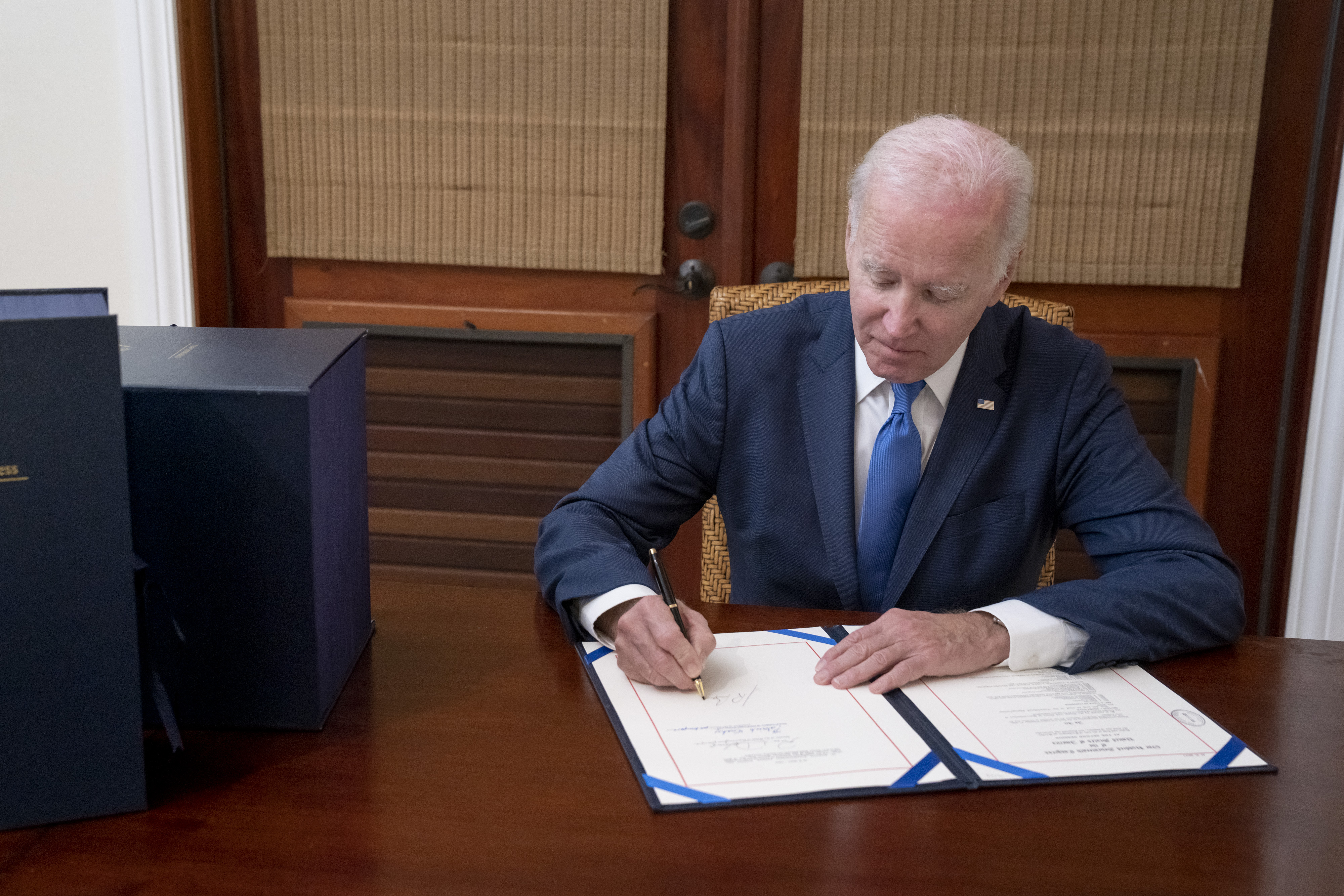
2022年12月29日，美国总统乔·拜登簽署2023年綜合撥款法

2023年綜合撥款法（英語：Consolidated Appropriations Act, 2023），是一項美國1.7萬億美元的撥款法案。該法案於2022年12月23日由美国国会通過。該法案於2022年12月29日由美国总统乔·拜登簽署成為法律。法案內容包括約8,580億美元國防支出，以及因應烏克蘭局勢向烏克蘭和北約盟邦提供約449億美元的緊急軍事與經濟援助。

## 內容
該法案禁止聯邦政府官方設備使用抖音應用程式。
法案中編列預算提供台灣20億美元軍事貸款、建立「台灣學人計畫」，資助美國官員到台灣學習交流2年，推動台灣參與「國際軍事教育暨訓練」（IMET）計畫，禁止美國行政部門製作、採購或展示任何「不正確標示」台灣領土與社經體制的地圖。

## 資料來源
1. 1 2  . The Guardian. 2022-12-23  [2022-12-25]. （原始内容存档于2023-01-06） （英语）.
2. 1 2  Cochrane, Emily. . The New York Times (Washington). 2022-12-23  [2022-12-25]. ISSN 0362-4331. （原始内容存档于2023-01-15） （美国英语）.
3. ↑  . The White House. 2022-12-29  [2022-12-29]. （原始内容存档于2023-01-15） （美国英语）.
4. ↑  拜登簽署法案 20億美元對台軍事貸款預算生效 （页面存档备份，存于） 中央社 2022.12.30